# Rally di Monte Carlo 2013
Il Rally di Monte Carlo, che si è corso dal 15 al 20 gennaio, è stato il primo della stagione 2013 e ha registrato la vittoria di Sébastien Loeb.

## Elenco Iscritti
| Principali iscritti | Principali iscritti         | Principali iscritti | Principali iscritti  | Principali iscritti | Principali iscritti           | Principali iscritti |
| N°                  | Team                        | Classe              | Pilota               | Co-pilota           | Auto                          | Pneumatici          |
| ------------------- | --------------------------- | ------------------- | -------------------- | ------------------- | ----------------------------- | ------------------- |
| 1                   | Citroën Total Abu Dhabi WRT | WRC                 | Sébastien Loeb       | Daniel Elena        | Citroën DS3 WRC               | M                   |
| 2                   | Citroën Total Abu Dhabi WRT | WRC                 | Mikko Hirvonen       | Jarmo Lehtinen      | Citroën DS3 WRC               | M                   |
| 4                   | Qatar M-Sport WRT           | WRC                 | Mads Østberg         | Jonas Andersson     | Ford Fiesta RS WRC            | M                   |
| 5                   | Qatar M-Sport WRT           | WRC                 | Evgeny Novikov       | Ilka Minor          | Ford Fiesta RS WRC            | M                   |
| 6                   | Qatar World Rally Team      | WRC                 | Juho Hänninen        | Tomi Tuominen       | Ford Fiesta RS WRC            | M                   |
| 7                   | Volkswagen Motorsport       | WRC                 | Jari-Matti Latvala   | Miikka Anttila      | Volkswagen Polo R WRC         | M                   |
| 8                   | Volkswagen Motorsport       | WRC                 | Sébastien Ogier      | Julien Ingrassia    | Volkswagen Polo R WRC         | M                   |
| 10                  | Abu Dhabi Citroën Total WRT | WRC                 | Dani Sordo           | Carlos del Barrio   | Citroën DS3 WRC               | M                   |
| 11                  | Qatar World Rally Team      | WRC                 | Thierry Neuville     | Nicolas Gilsoul     | Ford Fiesta RS WRC            | M                   |
| 12                  | Lotos Team WRC              | WRC                 | Michał Kościuszko    | Maciej Szczepaniak  | Mini John Cooper Works WRC    | D                   |
| 21                  | Jipocar Czech National Team | WRC                 | Martin Prokop        | Michal Ernst        | Ford Fiesta RS WRC            | D                   |
| 22                  | Bryan Bouffier              | WRC                 | Bryan Bouffier       | Xavier Panseri      | Citroën DS3 WRC               | M                   |
| 24                  | Julien Maurin               | WRC                 | Julien Maurin        | Nicolas Klinger     | Ford Fiesta RS WRC            | M                   |
| 31                  | Škoda Motorsport            | WRC-2               | Esapekka Lappi       | Janne Ferm          | Škoda Fabia S2000             | M                   |
| 32                  | Škoda Auto Deutschland      | WRC-2               | Sepp Wiegand         | Frank Christian     | Škoda Fabia S2000             | M                   |
| 33                  | Stohl Racing                | WRC-2               | Armin Kremer         | Klaus Wicha         | Subaru Impreza                | M                   |
| 34                  | Symtech Racing              | WRC-2               | Luca Betti           | Francesco Pezzoli   | Peugeot 207 S2000             | M                   |
| 36                  | Skydive Dubai Rally Team    | WRC-2               | Rashid al Ketbi      | Karina Hepperle     | Škoda Fabia S2000             | D                   |
| 37                  | Lorenzo Bertelli            | WRC-2               | Lorenzo Bertelli     | Lorenzo Granai      | Subaru Impreza                | M                   |
| 38                  | Moto Club Igualda           | WRC-2               | Ricardo Triviño      | Àlex Haro           | Mitsubishi Lancer Evolution X | M                   |
| 39                  | Symtech Racing              | WRC-2               | Yuriy Protasov       | Kuldar Sikk         | Subaru Impreza R4             | M                   |
| 51                  | Sébastien Chardonnet        | WRC-3               | Sébastien Chardonnet | Thibault de la Haye | Citroën DS3 R3                | M                   |
| 52                  | Quentin Gilbert             | WRC-3               | Quentin Gilbert      | Isabelle Galmiche   | Citroën DS3 R3                | M                   |
| 53                  | Saintéloc Racing            | WRC-3               | Renaud Poutot        | Ludovic Viragh      | Citroën DS3 R3                | M                   |

| Icona | Classe                                                                 |
| ----- | ---------------------------------------------------------------------- |
| WRC   | Equipaggio che può conquistare punti per il campionato costruttori WRC |
| WRC   | Equipaggio che non può conquistare punti per il campionato costruttori |
| WRC-2 | Equipaggio registrato al campionato WRC-2                              |
| WRC-3 | Equipaggio registrato al campionato WRC-3                              |

## Risultati

### Classifica
| Pos.     | N°       | Pilota               | Co-pilota           | Team                        | Auto                          | Classe   | Tempo     | Distacco | Punti    |
| Generale | Generale | Generale             | Generale            | Generale                    | Generale                      | Generale | Generale  | Generale | Generale |
| -------- | -------- | -------------------- | ------------------- | --------------------------- | ----------------------------- | -------- | --------- | -------- | -------- |
| 1        | 1        | Sébastien Loeb       | Daniel Elena        | Citroën Total Abu Dhabi WRT | Citroën DS3 WRC               | WRC      | 5:18:57.2 |          | 25       |
| 2        | 8        | Sébastien Ogier      | Julien Ingrassia    | Volkswagen Motorsport       | Volkswagen Polo R WRC         | WRC      | 5:20:37.1 | +1:39.9  | 18       |
| 3        | 10       | Dani Sordo           | Carlos del Barrio   | Abu Dhabi Citroën Total WRT | Citroën DS3 WRC               | WRC      | 5:22:46.2 | +3:49.0  | 15       |
| 4        | 2        | Mikko Hirvonen       | Jarmo Lehtinen      | Citroën Total Abu Dhabi WRT | Citroën DS3 WRC               | WRC      | 5:24:23.5 | +5:26.3  | 12       |
| 5        | 22       | Bryan Bouffier       | Xavier Panseri      | Bryan Bouffier              | Citroën DS3 WRC               | WRC      | 5:27:10.3 | +8:13.1  | 10       |
| 6        | 4        | Mads Østberg         | Jonas Andersson     | Qatar M-Sport WRT           | Ford Fiesta RS WRC            | WRC      | 5:31:00.9 | +12:03.7 | 8        |
| 7        | 21       | Martin Prokop        | Michal Ernst        | Jipocar Czech National Team | Ford Fiesta RS WRC            | WRC      | 5:42:24.5 | +23:27.3 | 6        |
| 8        | 32       | Sepp Wiegand         | Frank Christian     | Škoda Auto Deutschland      | Škoda Fabia S2000             | WRC-2    | 5:48:31.7 | +29:34.5 | 4        |
| 9        | 42       | Olivier Burri        | André Saucy         | Olivier Burri               | Peugeot 207 S2000             | N.D.     | 5:54:35.4 | +35:38.2 | 2        |
| 10       | 12       | Michał Kościuszko    | Maciej Szczepaniak  | Lotos Team WRC              | Mini John Cooper Works WRC    | WRC      | 5:55:25.2 | +36:28.0 | 1        |
| WRC-2    |          |                      |                     |                             |                               |          |           |          |          |
| 1 (8.)   | 32       | Sepp Wiegand         | Frank Christian     | Škoda Auto Deutschland      | Škoda Fabia S2000             | WRC-2    | 5:48:31.7 |          | 25       |
| 2 (11.)  | 33       | Armin Kremer         | Klaus Wicha         | Stohl Racing                | Subaru Impreza                | WRC-2    | 5:56:57.5 | +8:25.8  | 18       |
| 3 (12.)  | 39       | Yuriy Protasov       | Kuldar Sikk         | Symtech Racing              | Subaru Impreza                | WRC-2    | 5:59:53.0 | +11:21.3 | 15       |
| 4 (17.)  | 36       | Rashid al Ketbi      | Karina Hepperle     | Skydive Dubai Rally Team    | Škoda Fabia S2000             | WRC-2    | 6:14:30.2 | +25:58.5 | 12       |
| 5 (29.)  | 38       | Ricardo Triviño      | Àlex Haro           | Moto Club Igualda           | Mitsubishi Lancer Evolution X | WRC-2    | 6:36:58.3 | +48:26.6 | 10       |
| WRC-3    |          |                      |                     |                             |                               |          |           |          |          |
| 1 (13.)  | 51       | Sébastien Chardonnet | Thibault de la Haye | Sébastien Chardonnet        | Citroën DS3 R3                | WRC-3    | 6:04:28.2 |          | 25       |

### Prove speciali
| Giorno                  | Prova | Nome prova                                     | Lunghezza | Vincitore                        | #                | Team                        | Tempo            | V. media         | Leader del rally                 |
| ----------------------- | ----- | ---------------------------------------------- | --------- | -------------------------------- | ---------------- | --------------------------- | ---------------- | ---------------- | -------------------------------- |
| Frazione 1 (16 gennaio) | PS1   | Le Moulinon—Antraigues 1                       | 37.10 km  | Sébastien Ogier Julien Ingrassia | 8                | Volkswagen Motorsport       | 27:31.8          | 80.89 km/h       | Sébastien Ogier Julien Ingrassia |
| Frazione 1 (16 gennaio) | PS2   | Burzet—St. Martial 1                           | 30.60 km  | Sébastien Loeb Daniel Elena      | 1                | Citroën Total Abu Dhabi WRT | 25:02.7          | 73.34 km/h       | Sébastien Loeb Daniel Elena      |
| Frazione 1 (16 gennaio) | PS3   | Le Moulinon—Antraigues 2                       | 37.10 km  | Sébastien Loeb Daniel Elena      | 1                | Citroën Total Abu Dhabi WRT | 25:16.2          | 88.09 km/h       | Sébastien Loeb Daniel Elena      |
| Frazione 1 (16 gennaio) | PS4   | Burzet—St. Martial 2                           | 30.60 km  | Sébastien Loeb Daniel Elena      | 1                | Citroën Total Abu Dhabi WRT | 21:54.6          | 83.80 km/h       | Sébastien Loeb Daniel Elena      |
| Frazione 2 (17 gennaio) | PS5   | Labatie d'Andaure—Lalouvesc 1                  | 19.08 km  | Sébastien Ogier Julien Ingrassia | 8                | Volkswagen Motorsport       | 14:22.3          | 79.68 km/h       | Sébastien Loeb Daniel Elena      |
| Frazione 2 (17 gennaio) | PS6   | St. Bonnet—St. Julien Molhesabate—St. Bonnet 1 | 25.45 km  | Evgeny Novikov Ilka Minor        | 5                | Qatar M-Sport WRT           | 18:02.8          | 84.67 km/h       | Sébastien Loeb Daniel Elena      |
| Frazione 2 (17 gennaio) | PS7   | Lamastre—Gilhoc—Alboussiere 1                  | 21.72 km  | Evgeny Novikov Ilka Minor        | 5                | Qatar M-Sport WRT           | 17:07.5          | 76.13 km/h       | Sébastien Loeb Daniel Elena      |
| Frazione 2 (17 gennaio) | PS8   | Labatie d'Andaure—Lalouvesc 2                  | 19.08 km  | Sébastien Loeb Daniel Elena      | 1                | Citroën Total Abu Dhabi WRT | 13:10.1          | 86.95 km/h       | Sébastien Loeb Daniel Elena      |
| Frazione 2 (17 gennaio) | PS9   | St. Bonnet—St. Julien Molhesabate—St. Bonnet 2 | 25.45 km  | Juho Hänninen Tomi Tuominen      | 6                | Qatar World Rally Team      | 17:33.2          | 86.99 km/h       | Sébastien Loeb Daniel Elena      |
| Frazione 2 (17 gennaio) | PS10  | Lamastre—Gilhoc—Alboussiere 2                  | 21.72 km  | Sébastien Loeb Daniel Elena      | 1                | Citroën Total Abu Dhabi WRT | 15:43.0          | 82.55 km/h       | Sébastien Loeb Daniel Elena      |
| Frazione 3 (18 gennaio) | PS11  | St. Jean-en-Royans—La Cime du Mas              | 33.19 km  | Sébastien Loeb Daniel Elena      | 1                | Citroën Total Abu Dhabi WRT | 20:17.9          | 98.17 km/h       | Sébastien Loeb Daniel Elena      |
| Frazione 3 (18 gennaio) | PS12  | St. Nazaire le Desert—La Motte Chalancon       | 22.11 km  | Mads Østberg Jonas Andersson     | 4                | Qatar M-Sport WRT           | 15:29.5          | 87.56 km/h       | Sébastien Loeb Daniel Elena      |
| Frazione 3 (18 gennaio) | PS13  | Sisteron—Thoard                                | 36.70 km  | Sébastien Loeb Daniel Elena      | 1                | Citroën Total Abu Dhabi WRT | 24:17.9          | 90.67 km/h       | Sébastien Loeb Daniel Elena      |
| Frazione 4 (19 gennaio) | PS14  | Moulinet—La Bollene Vesubie 1                  | 23.45 km  | Bryan Bouffier Xavier Panseri    | 22               | Bryan Bouffier              | 23:56.9          | 58.75 km/h       | Sébastien Loeb Daniel Elena      |
| Frazione 4 (19 gennaio) | PS15  | Lantosque—Lucéram 1                            | 30.60 km  | Dani Sordo Carlos del Barrio     | 10               | Abu Dhabi Citroën Total WRT | 15:02.7          | 122.12 km/h      | Sébastien Loeb Daniel Elena      |
| Frazione 4 (19 gennaio) | PS16  | Moulinet—La Bollene Vesubie 2                  | 23.45 km  | Sébastien Loeb Daniel Elena      | 1                | Citroën Total Abu Dhabi WRT | 22:08.8          | 63.56 km/h       | Sébastien Loeb Daniel Elena      |
| Frazione 4 (19 gennaio) | PS17  | Moulinet—La Bollene Vesubie 3                  | 23.45 km  | prove cancellate                 | prove cancellate | prove cancellate            | prove cancellate | prove cancellate | Sébastien Loeb Daniel Elena      |
| Frazione 4 (19 gennaio) | PS18  | Lantosque—Lucéram 2 (Power stage)              | 18.95 km  | prove cancellate                 | prove cancellate | prove cancellate            | prove cancellate | prove cancellate | Sébastien Loeb Daniel Elena      |

## Classifiche Mondiali

### Piloti
| Pos | Pilota            | Punti |
| --- | ----------------- | ----- |
| 1   | Sébastien Loeb    | 25    |
| 2   | Sébastien Ogier   | 18    |
| 3   | Dani Sordo        | 15    |
| 4   | Mikko Hirvonen    | 12    |
| 5   | Bryan Bouffier    | 10    |
| 6   | Mads Østberg      | 8     |
| 7   | Martin Prokop     | 6     |
| 8   | Sepp Wiegand      | 4     |
| 9   | Olivier Burri     | 2     |
| 10  | Michał Kościuszko | 1     |

### Costruttori
| Pos | Team                                     | Punti |
| --- | ---------------------------------------- | ----- |
| 1   | Citroën Total Abu Dhabi World Rally Team | 37    |
| 2   | Volkswagen Motorsport                    | 18    |
| 3   | Abu Dhabi Citroën Total World Rally Team | 15    |
| 4   | Qatar M-Sport World Rally Team           | 10    |
| 5   | Lotos Team WRC                           | 8     |